# Pinols
Pinols település Franciaországban, Haute-Loire megyében. Lakosainak száma 183 fő (2022. január 1.). Pinols Clavières, Auvers, Chastel, Cronce, Desges, Ferrussac, Langeac és Tailhac községekkel határos.

## Népesség
A település népességének változása:
| Lakosok száma | 463  | 333  | 321  | 236  | 215  | 200  | 192  | 190  | 189  | 183  |
|               | 1968 | 1982 | 1990 | 2006 | 2013 | 2015 | 2017 | 2019 | 2020 | 2022 |